# The Forward

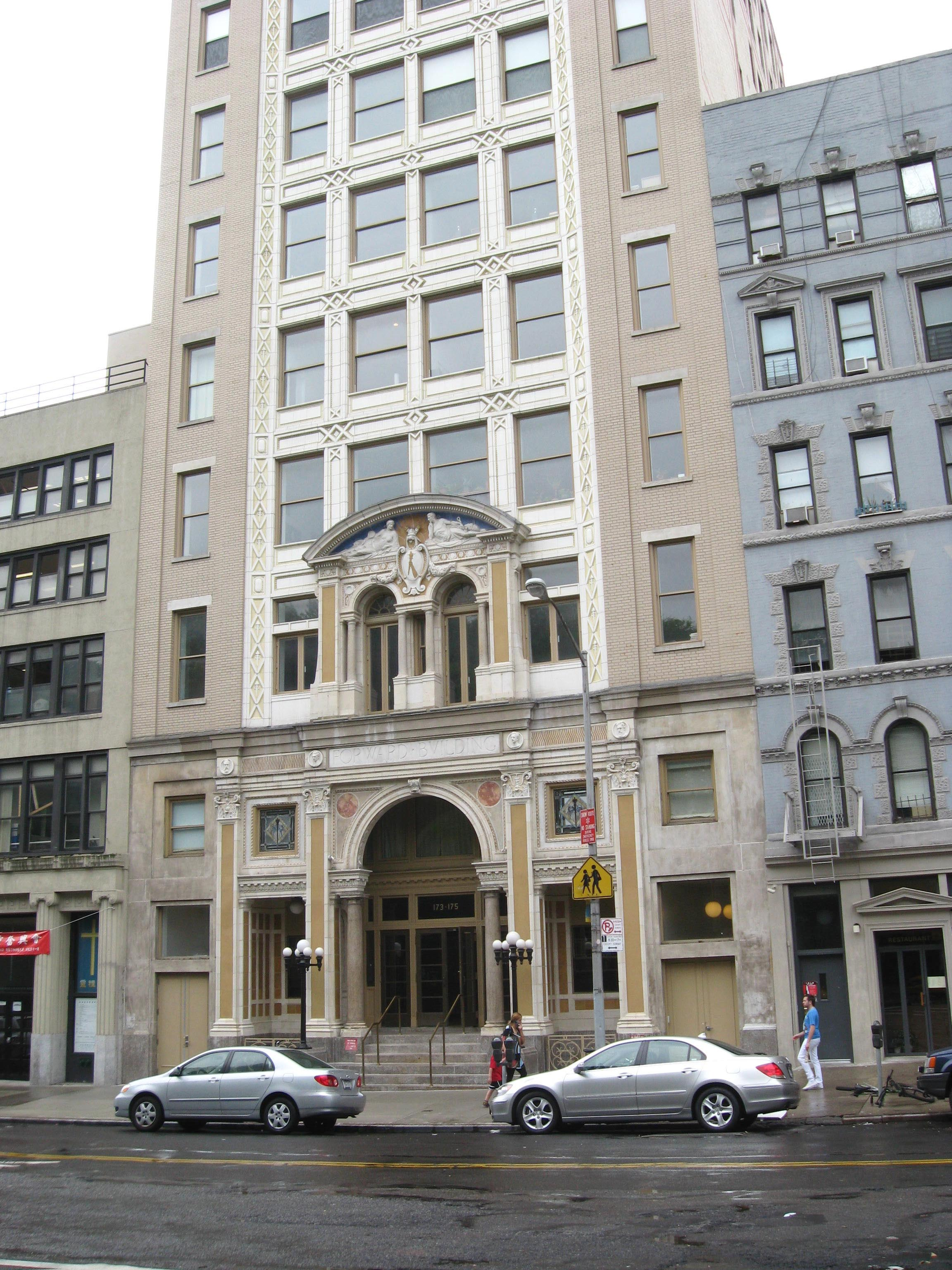
Forward Building, New York City

The Forward, powszechnie znana jako The Jewish Daily Forward (spotyka się także nazwy: Forverts oraz The Yiddish Forward; jid. ‏טעגלעכער פֿאָרװערטס‎ Teglecher Forwerts) – gazeta żydowska wydawana w Stanach Zjednoczonych.
Pierwotnie był to dziennik wydawany w jidysz, a dziś jest to tygodnik wydawany w języku angielskim i w jidysz. Istnieje także portal internetowy, który jest uaktualniany codziennie. Siedziba znajduje się w Nowym Jorku.
W pewnym momencie gazeta miała więcej czytelników niż The New York Times. Pisało dla niej wielu znanych autorów, takich jak Moris Rosenfeld, laureat Nagrody Nobla Isaac Bashevis Singer, jego brat Izrael Jehoszua Singer czy Elie Wiesel.
Dziennik założył Abraham Cahan 22 kwietnia 1897 roku. Gazeta miała orientację umiarkowanie lewicową. Czytelnikami byli głównie żydowscy imigranci z Europy Środkowo-Wschodniej. W czasie I wojny światowej codziennie wydawano 200 tys. egzemplarzy, a w 1930 – 275 tys. egzemplarzy dziennie.
Po II wojnie światowej czytelnictwo zaczęło gwałtownie spadać, ponieważ Żydzi zaczęli porzucać jidysz na rzecz angielskiego. Od 1983 „The Forward” ukazuje się jako tygodnik.
Wydawca gazety jest właścicielem stacji radiowej, która nadaje programy radiowe w języku jidysz – WEVD (Stacja, która mówi twoim językiem).